# Cixius habuna
Cixius habuna är en insektsart som beskrevs av Tsaur 1991. Cixius habuna ingår i släktet Cixius och familjen kilstritar. Inga underarter finns listade i Catalogue of Life.